# الصعلوك وملك كرة القدم
الصعلوك وملك كرة القدم (بالبرتغالية: Os Trapalhões e o Rei do Futebol) هو فيلم كوميدي برازيلي صدر عام 1986، من إخراج كارلوس مانغا مع المجموعة الفكاهية أوس ترابالهويس واللاعب السابق بيليه. شاهده حوالي 3.6 مليون شخص في عام 1986.

## وصلات خارجية
- الصعلوك وملك كرة القدم  في قاعدة بيانات الأفلام على الإنترنت (بالإنجليزية)